# Mission Innovation
A Mission Innovation é uma iniciativa global para acelerar a inovação pública e privada de energia limpa para lidar com a mudança climática, tornar a energia limpa acessível aos consumidores e criar empregos ecológicos e oportunidades comerciais.

## História
A iniciativa foi anunciada por Bill Gates na COP21, em 30 de novembro de 2015, juntamente com o presidente Obama dos Estados Unidos, o presidente Hollande da França e o primeiro-ministro Modi da Índia.
No lançamento, 24 países se comprometeram a dobrar suas respectivas pesquisas e desenvolvimento de energia limpa ao longo de cinco anos até 2020. Os países incluem os cinco mais populosos (em 2015): China, Índia, Estados Unidos, Indonésia e Brasil. Todos os 20 países parceiros de lançamento representam 75 por cento das emissões mundiais de CO2 no setor de eletricidade e mais de 80 por cento do investimento mundial em P&D em energia limpa.
Seu vínculo com o investimento do setor privado se dá por meio do grupo Breakthrough Energy Coalition de investidores privados, também liderado por Bill Gates e formado em paralelo na COP21.
Cientistas, acadêmicos e oficiais governamentais que haviam convocado um Programa Global Apollo no início de 2015 comentaram que o grupo deveria definir uma meta específica para tornar a produção de eletricidade limpa mais barata do que o carvão, de preferência até 2025.

## Foco na tecnologia
A iniciativa é aberta no seu foco e irá, segundo Gates, “seguir literalmente dúzias e dúzias de caminhos”. Vários exemplos de tecnologias foram mencionados no lançamento da iniciativa: biocombustível, captura e armazenamento de carbono, turbinas eólicas aerotransportadas, fissão nuclear e fusão nuclear. Gates também mencionou o potencial de hidrocarbonetos líquidos sendo produzidos a partir da luz solar por meio da fotossíntese artificial (combustível solar) até 2025.
Em novembro de 2016, os governos-membros concordaram em coordenar seus esforços em torno de sete "Desafios de Inovação" e adicionaram um oitavo Desafio de Inovação em 2018. São eles: 
- Redes elétricas inteligentes
- Acesso à eletricidade fora da rede
- Captura de carbono
- Biocombustíveis sustentáveis
- Converter luz solar em combustíveis solares
- Materiais de energia limpa para sequestrar carbono em materiais úteis
- Aquecimento e refrigeração de edifícios a preços acessíveis
- Hidrogênio renovável e limpo

## Países participantes
Os seguintes são membros fundadores: 
| - Austrália - Áustria - Brasil - Canadá - Chile - China - Dinamarca - União Europeia - Finlândia - França | - Alemanha - Índia - Indonésia - Itália - Japão - República da Coréia - México - Países Baixos | - Noruega - Arábia Saudita - Suécia - Emirados Árabes Unidos - Reino Unido - Estados Unidos |